# Utvrda Strinčjera
Strinčjera je naziv za staru i ruševnu utvrdu koja je dio fortifikacijskog sustava platoa brda Srđ iznad Dubrovnika. U istom sustavu se nalaze i utvrde Imperijal, Gradci i Delgorgue.

## Naziv
Ime utvrde potječe od talijanske riječi trincera, koja označava vrstu fortifikacijskog objekta, odnosno predutvrde. 

## Povijest
Strinčjera se nalazi na istoimenom visu, oko 1300 m zračne udaljenosti sjeverozapadno od utvrde Imperial, na oko 400 m nadmorske visine, na položaju s kojeg je vidljiva cijela sjeverna, istočna i dio jugoistočne padine brda Srđ, pa je zahvaljujući takvom položaju za vrijeme austrijske vladavine na tom mjestu izgrađena utvrda. Namjena joj je bila čuvati prilaze gradu Dubrovniku iz spomenutih pravaca. Vrijeme gradnje Strinčjere nikada nije točno utvrđeno, no pretpostavka je, sudeći prema izvješćima austrijskog pukovnika Giuseppea Amerlinga iz 1870. godine, da je građena između 1886. godine i konca 19. stoljeća. Naime austrijski pukovnik u svojim izvješćima o dubrovačkim utvrdama nigdje ne spominje Strinčjeru, a ista utvrda se nigdje ne spominje sve do 1886. godine. 
Tijekom Domovinskog rata utvrda Strinčjera je prvotno bila položaj Hrvatske vojske, no nakon žestokih napada i pogibije desetorice hrvatskih branitelja u studenom 1991. Strinčjeru zauzimaju postrojbe JNA koje tu ostaju do 26. svibnja 1992. godine.

## Utvrda danas
Danas je Strinčjera zapuštena, zarasla u grmlje i draču, a okrugle obrambene kule u uglovima te dva objekta unutar utvrde su u ruševnom stanju. Područje oko utvrde je razminirano, pa je sve omiljenija među izletnicima i turistima. Do utvrde vodi makadamska cesta od utvrde Imperial. U i oko utvrde se nalaze spomen obilježja poginulim braniteljima Dubrovnika.

## Vanjske poveznice
- Službene stranice grada Dubrovnika - Položeni vijenci na Strinčjeri